# شهرستان چیمن
شهرستان چیمن (به لاتین: Qimen County) یک منطقهٔ مسکونی در چین است که در هوانگشان واقع شده‌است.